# مروان أزرقان
مروان أزرقان (مواليد 8 ديسمبر 2001) هو لاعب كرة قدم هولندي يلعب في مركز الهجوم في نادي النصر الإماراتي.

## روابط خارجية
- مروان أزرقان على موقع قاعدة بيانات كرة القدم.إي يو (الإنجليزية)
- مروان أزرقان على موقع Soccerway.com (الإنجليزية)